# Iturgoyen
Iturgoyen (cooficialmente en euskera: Iturgoien) es una localidad de la Comunidad Foral de Navarra perteneciente al municipio de Guesálaz. Es el núcleo con mayor población dentro del municipio contando con 85 habitantes en el año 2021 según el nomenclátor de población publicado por el INE.
A los vecinos de Iturgoyen se les conoce con el sobrenombre de altxirukis y la lengua mayoritaria es el castellano, aunque también hay gente que conoce y usa el euskera.

## Geografía

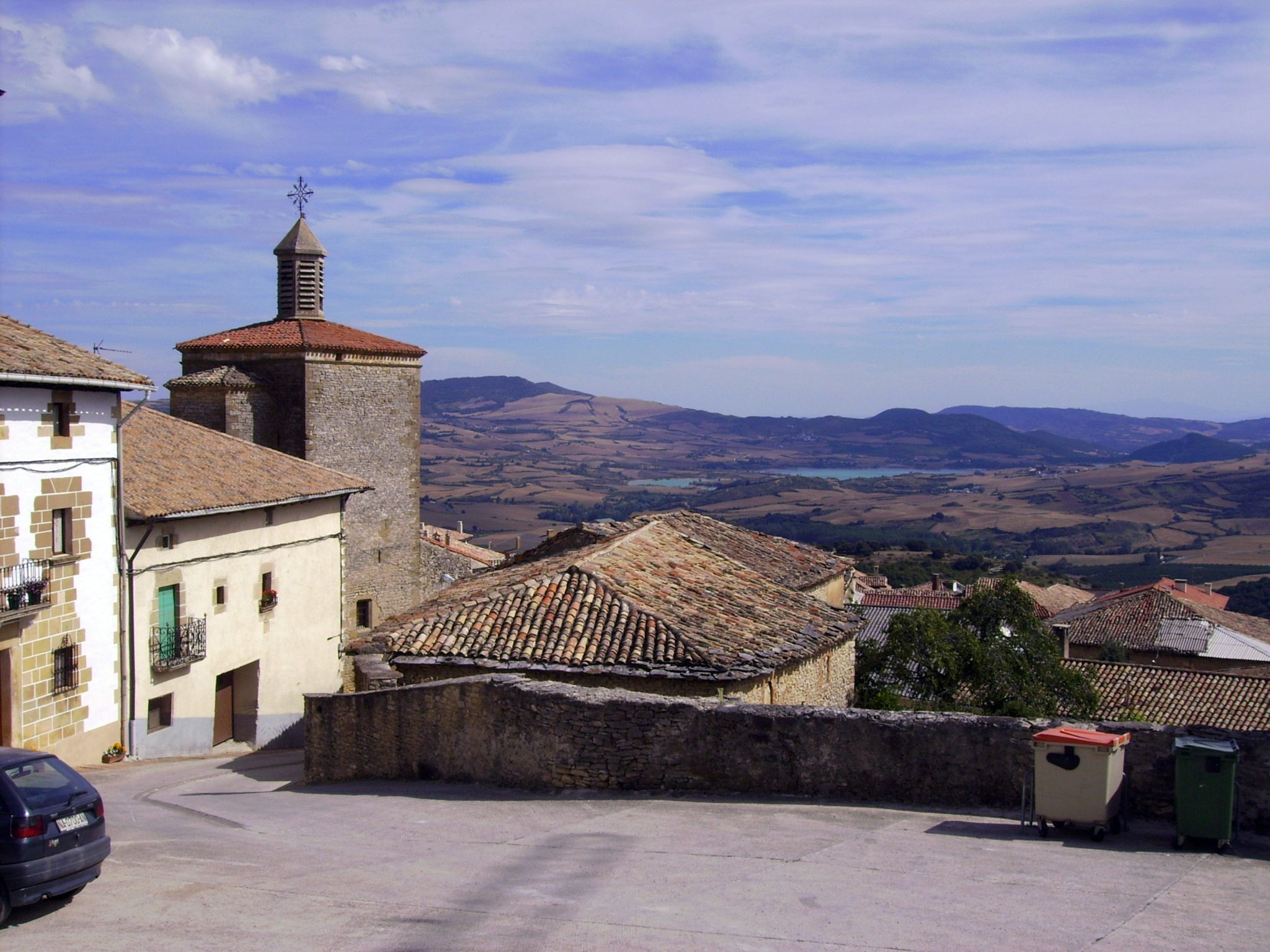
Vista parcial del valle de Guesálaz desde una plaza del pueblo

Iturgoyen se encuentra en el lado sur de la sierra de Andía y al noreste del Valle de Guesálaz, a 41,4 km de Pamplona (NA-700), a 37,6 km de Echarri-Aranaz (NA-120) y a 18,2 km de Estella (NA-700). Su término concejil tiene una superficie de 16,78 km². Limita al norte con las sierras de Urbasa y Andía, al sur con el concejo de Riezu, al este con el de Arguiñano y al oeste con el municipio de Lezáun.

## Demografía
| 89                        | 95 | 96 | 100 | 88 | 84 | 85 | 78 | 74 | 78 |
| (Fuente: INE [Consultar]) |    |    |     |    |    |    |    |    |    |

## Economía
Aunque la mayoría de los vecinos y vecinas trabajan en otras localidades como Pamplona, Estella, Villatuerta etc., todavía queda quien vive de la agricultura, ganadería, artesanía y hostelería.
Las actividades más significativas son las actividades agrarias; cría de ganado vacuno, equino, ovino y caprino; fabricación de lácteos; fabricación de cencerros; gestión de varias casas rurales...

## Historia
Aparece documentado en 1060 como villa del “suburbio” de Riezu. En su término se hallaban los “monasterios” de Iquirre, situado en Zurbano, y de Urriciriaga, donados a la abadía de Irache, el primero por el rey Sancho Garcés IV de Pamplona el de Peñalén, y el segundo (1072) por su titular Jimeno, que lo había comprado al mismo monarca. Poseyó también heredades el Monasterio de Albelda por donación regia (1069). Los bienes directos del patrimonio de la Corona sólo producían en 1280 una pecha de 2 robos de trigo. En 1350 se le había agregado el lugar de Zurbano.

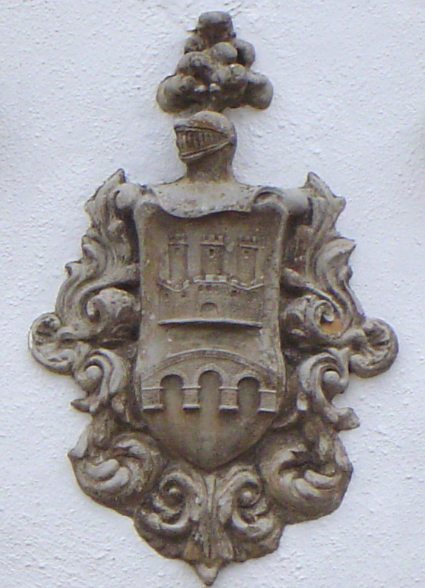
Escudo de Iturgoyen

Hacia 1360, el rey Carlos II de Navarra agradeció al lugar de Iturgoyen sus servicios prestados en la reparación del castillo y del puente de piedra de Estella (la fama de los canteros era muy alta), concediéndole como escudo de armas un puente con dos castillos y dos puertas sobre fosos.
En 1847 contaba con escuela, cuyo maestro recibía 934 reales al año; el curato y el beneficio ajeno eran de provisión de los vecinos y el rey, según los meses en que vacaban.
En su término se encuentra el yacimiento arqueológico de Rezumendía, en el que se recogieron materiales fechables desde la Edad del Hierro a la Romanización, tales como cerámicas manufacturadas, torneadas de tradición celtibérica y Sigillata.
En 1771, se decidió en Iturgoyen construir diversas fuentes y balsas, en atención del ganado, que era uno de los principales medios de vida de las familias.
A tal efecto, a cuatro vecinos del pueblo, se les adjudicó la construcción de dichas obras: a Francisco de Goñi, la balsa y fuente de Equizaburua; a Miguel Antonio de Muneta, la balsa de Arlausca; a Martín de Urrutia, la fuente de Bichirriain y la balsa de San Miguel de Sacana y finalmente a Juan Felipe de Urdiain, la fuente principal del lugar.
Dos años más tarde, el 20 de abril de 1773, se procedió a un alistamiento general de soldados en el valle de Guesálaz, cumpliendo una Real Orden que establecía el servicio militar. De él quedarían exentos los declarados por hijosdalgo en cada pueblo, lo que llevó a que numerosos vecinos, que no gozaban de tal título de nobleza, trataran de conseguirlo, por lo que se hizo un recuento general de familias, citándose en Iturgoyen a 5 hijosdalgo:
- Miguel de Lezáun, de la casa Lizarraga.
- Juan Antonio de Arbizu, de la casa Arbizurena.
- Pablo Joseph de Juanmartiñena, de la casa Apezarena.
- Pedro Antonio Díez de Arizaleta, de la casa Vergarenea.
- Pedro Ángel de Ciriza, de la casa Indianoarena.

## Cultura

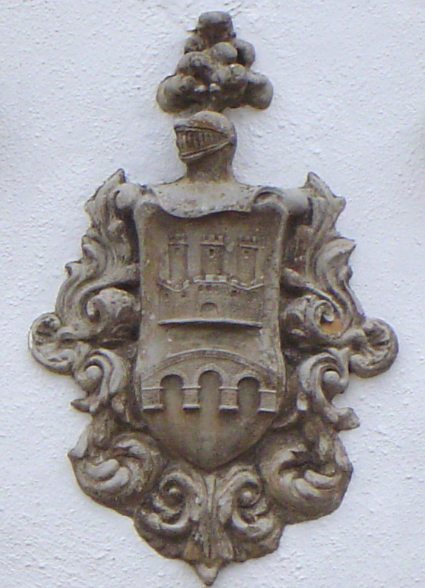
Escudo de armas de Iturgoyen.

### Toponimia
En lengua vasca Iturgoien significa «la fuente de más arriba», de itur-, variante en composición de iturri «fuente», y goien «más arriba».
Variantes del nombre en documentos antiguos: Iturgoien (1045, 1060, 1069, 1252, 1279, 1280, NEN); Iturgoienensium, Uilla (1072, NEN); Yturgoyen (1256, 1268, 1350, 1366, 1591, NEN).

### Lengua
El español es la lengua más utilizada en el pueblo. También hay vascohablantes activos (5%) y vascohablantes pasivos (20%) que utilizan el euskera batua o unificado.
Hasta mediados del siglo XIX en Iturgoyen la lengua mayoritaria era el euskera, específicamente en dialecto alto-navarro meridional, variedad de Olza y subvariedad meridional (hablado en el triángulo Etxauri-Artazu-Iturgoyen). La última persona del pueblo de la que se conocen datos que hablaba en dicho dialecto fue Gedeona Ibañez Arrechea (1872-19??), nacida en Iturgoyen y fallecida en Pamplona, madre de Francisco Torres Ibañez (Fray Felipe de Murieta). Según un estudio, en el Valle de Guesálaz en la década de 1860-1870 quedaban 940 vascófonos.

### Artesanía
Iturgoyen es uno de los últimos pueblos de Navarra en donde se continúan produciendo cencerros de forma artesanal. La familia Lazcano, que hereda la tradición de generación en generación, es la encargada de fabricar estos cencerros en la Fábrica de Cencerros Lazcano. Fue Gregorio Lazcano el encargado de aprender las artes de la fabricación de Cencerros en el pueblo de Nazar en el año 1890.

### Fiestas y eventos

#### San Adrián
En cuanto a las festividades, en San Adrián, patrón de los carboneros y leñadores, los habitantes lo celebran el fin de semana más cercano al 16 de mayo, con una misa en una ermita del mismo nombre. Después de una comida popular se baja al pueblo en donde la última pareja de casados se sube a un carro, decorado con rosas, que recorre el pueblo tirado por dos personas que imitan a dos bueyes y que son guiados por el pastor. La ronda acaba en lo alto del pueblo, en el pilón, en donde si el tiempo lo permite se arroja a los novios o bien a algún otro despistado que ande cerca de los bueyes. Esta tradición viene de antaño. Antiguamente, después de la comida en la ermita de San Adrián, por la tarde, las mujeres casadas eran llevadas en un carro hasta una era en donde se organizaba un baile.

#### San Roque
San Roque se celebra el día 16 de agosto. Varios días antes, los habitantes cierran la plaza del pueblo con remolques agrícolas y esparcen arena imitando una plaza de toros. El día 16 se juntan en la sociedad del pueblo hacia las siete u ocho de la mañana y se dirigen al monte en busca del ganado más selecto para bajarlo al pueblo. Después de horas y de haber acumulado un grupo mínimo de veinte reses (en su mayoría pirenaicas) se dirigen al pueblo y las meten en corrales. A continuación, se celebra una comida popular y después de esta se sueltan las vacas para que los asistentes vean al ganado. Finalmente, hacia la noche las sueltan y ellas mismas regresan solas a sus pastos.  

#### Santísima Trinidad de Iturgoyen
La Santísima Trinidad de Iturgoyen es una festividad que se celebra en dos fechas diferentes: la subida de la imagen a la Trinidad y la bajada de la imagen desde la Trinidad.
Esta primera fecha, el domingo siguiente a la Pascua de Pentecostés, los habitantes suben en procesión portando la imagen de la Trinidad a hombros hasta la ermita de la Trinidad de Iturgoyen, que está a una distancia de 8 kilómetros. Una vez allí se celebra una misa y a continuación las familias y cuadrillas de todo el valle comen en los aledaños de la ermita.
La segunda fecha, el último domingo de agosto, los habitantes de Iturgoyen suben a la ermita de la Trinidad en romería y proceden a bajar la imagen hasta el pueblo.

### Patrimonio

#### Monumentos religiosos

##### Parroquia de San Millán
Construida en el siglo XIV en estilo gótico tardío, fue ampliamente modificada en el siglo XVI cuando se cubrió con bóvedas de crucería, y de nuevo en el siglo XVIII con la adición de construcciones accesorias.
Es de una sola nave con tres tramos desiguales que está cubiertos con bóvedas de distinto diseño. Tiene ábside poligonal con capillas en el presbiterio y en los laterales de las naves. La torre campanario se levantó en el siglo XVII. La portada, orientada al sur, es gótica, del siglo XIV, con un crismón en la parte superior. Está protegida por un pórtico barroco.
El retablo mayor es romanista, de finales del siglo XVI. Tiene banco, cinco calles, dos pisos y ático. Lo preside una talla de la Trinidad (siglo XVII) que procede de la ermita de esta misma advocación de la sierra de Andía.
Posee además un excelente crucifijo obra de Juan Imberto, de comienzos del siglo XVII.
Adosado al muro de la epístola se encuentra el sepulcro de Gabriel de Esparza, obispo de Calahorra, fallecido en 1685, de estilo renacentista. El prelado aparece arrodillado con la vestimenta propia de un obispo.
Entre los retablos que se guardan en su interior destaca el mayor, realizado entre 1579 y 1598 por Pedro de Gabiria y su yerno Martín de Morgota, al que se debe la mayor arte del, conjunto que responde a las características del Romanismo, y consta de una alto banco y dos cuerpos en los que se albergan relieves y tallas que no siguen ciclos determinados y denotan manos diferentes.
Así, las imágenes de las entrecalles se alejan de la estética romanista y encajan en el Naturalismo propio del siglo XVII. La policromía se debe a diversos maestros que trabajaron entre 1640 y 1675, como Juan Claver, Juan de las Heras, Juan Errazquin y Diego de Arteaga. En la calle central se venera una talla de la Santísima Trinidad, procedente de su ermita de la sierra de Andía, de estilo romanista perteneciente al siglo XVI. De mediados del siglo XVII son los retablos colaterales de la Virgen del Rosario que cobijan imágenes y relieves de los siglos XV y XVIII bajo sus líneas puristas; en el banco del de San José aparecen Pintadas las armas del obispo Gabriel de Esparza, a cuyo mecenazgo se deben estas obras. La tumba de este prelado se conserva en una de las capillas renacentistas y data de hacia 1685, fecha de su óbito; se organiza como un retablo de líneas aún clasicista y decoración de parcelas y hojarascas en el que se abre un profundo nicho que cobija la escultura orante de obispo revestido de pontifical. Barroco es, asimismo, el actual retablo de la Inmaculada, realizado en 1718 por Juan Ángel Nagusia.
En otro retablo neoclásico se localiza un Crucificado de tamaño mayor que el natural realizado por Juan Imberto hacia 1625-1628, en estilo romanista. Varias piezas de orfebrería se guardan en la sacristía, algunas de ellas punzonadas, entre las que destacan un ostensorio neoclásico de plata dorada y origen madrileño, fechado en 1805 y una píxide de plata fechable a comienzos del siglo XVI que ostenta la marca de la ciudad de Estella.

##### Ermita de la Santísima Trinidad

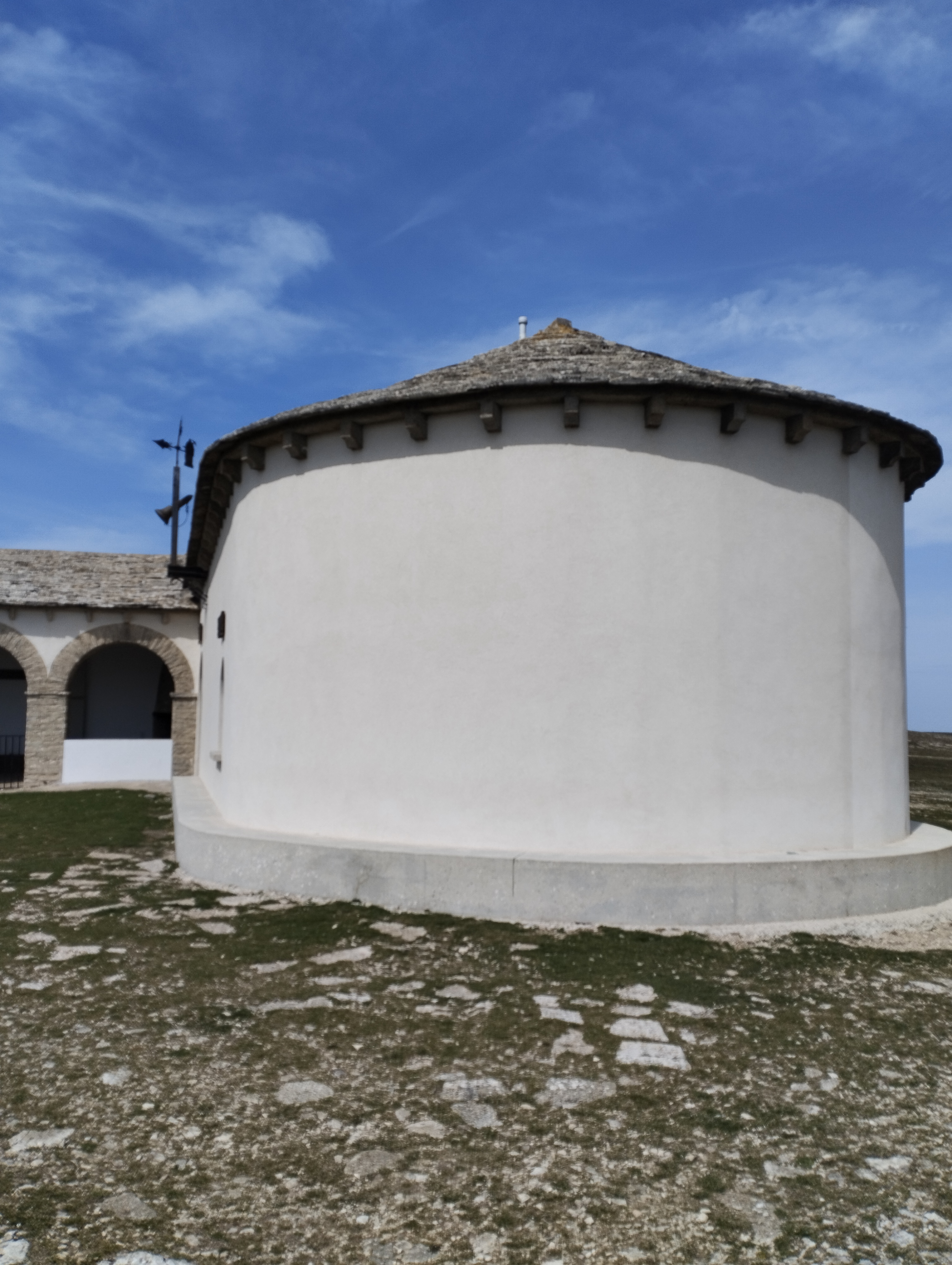
Ábside de la ermita de la Trinidad de Iturgoyen

Se encuentra en la sierra de Andía, a 1233 metros de altura. Es de una sola nave, con ábside románico, que actualmente está revocado. Data del siglo XIII y fue restaurada en 1994 y modificada sustancialmente en su planteamiento original. La cubierta es a dos aguas y su alero muestra canecillos de estilo románico sin decorar. Adosado al muro oeste se abre un amplio zaguán, con hogar, y cerrado con arcos de medio punto.

##### Ermita de la Virgen del Camino
Se encuentra a la entrada del pueblo, en la orilla izquierda de la carretera. Es románica, de una sola nave, con ábside semicircular iluminado por una estrecha saetera. Los muros son de mampostería y la cubierta es a dos aguas, cerrada con lajas. La puerta y la ventana del muro sur son posteriores. Ha sido restaurada con acierto.
También se denomina de San Gregorio por la fecha en la que se visita (9 de mayo).

#### Monumentos civiles
- Museo Etnográfico Popular de Iturgoyen

#### Escudos nobiliarios

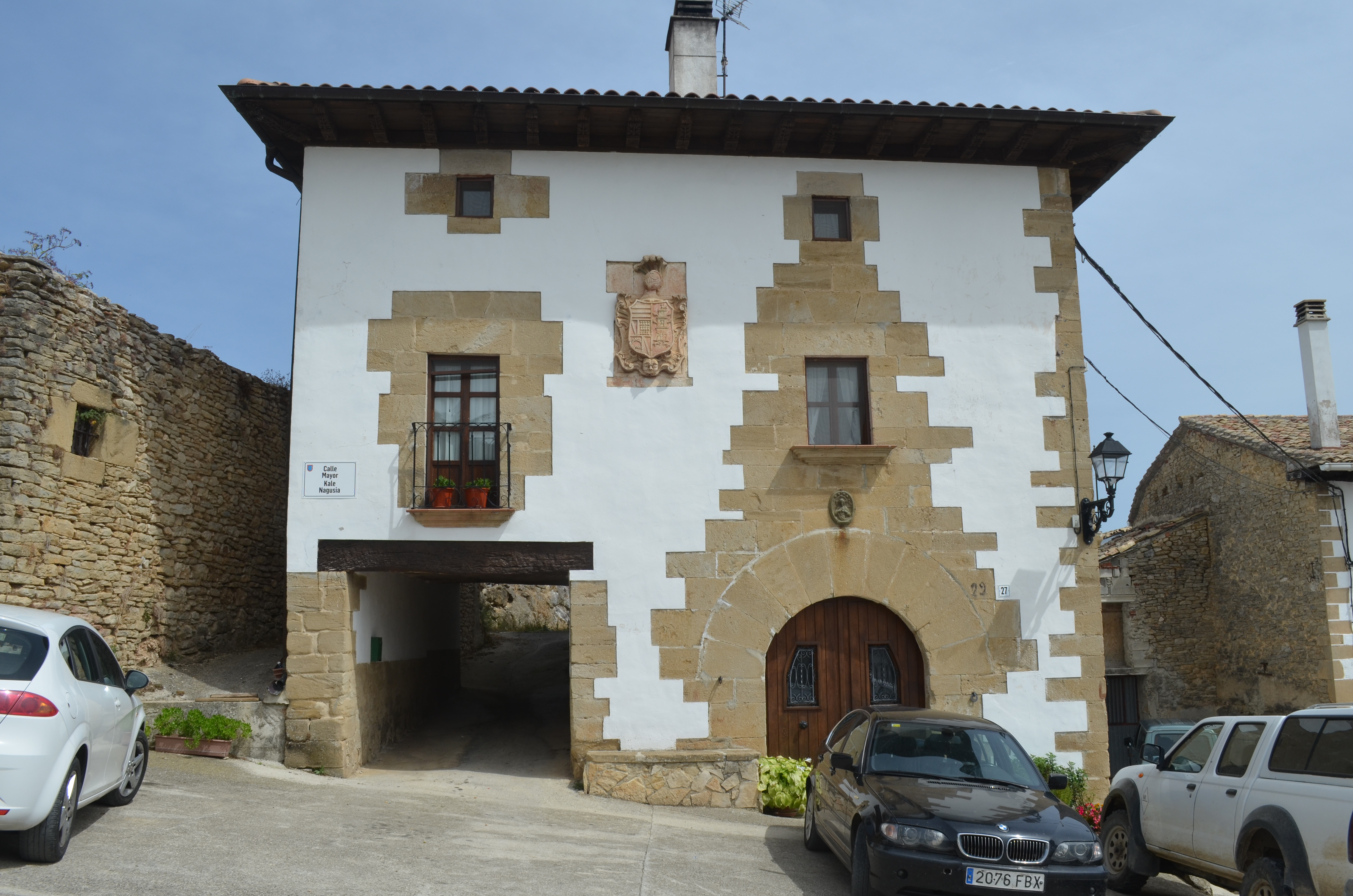
Casa solariega, con escudo con la leyenda "Soy Lácar".

Dentro del valle de Guesálaz, Iturgoyen es la localidad que más escudos conserva en la actualidad.
La casa Apezarena, que ya en 1773 aparecía habitada por un hijodalgo, cuenta con tres escudos diferentes. Parece que la casa toma el nombre del abad Bernabé Remírez de Urdanoz, que residió entre 1716 y 1747, en la que ya aparecen dos de los escudos, aunque el más llamativo es posterior, de 1775.
Para esa fecha la casa la había heredado el matrimonio formado por Felipe Oroquieta y Estefanía de Lezáun, una de cuyas hijas casó en 1770 con Pablo José de Juanmartiñena, hijodalgo que provenía de Aldaz (Larráun), y que en 1775 quiso incorporar su escudo nobiliario a la casa: "cuatro cuarteles en dos de ellos a cada jabalí andante o atravesado a un árbol y en los otros dos a cuatro barras, circulando una cadena a dichos cuarteles".

La casa Catedrático o Catedraticorena no cuenta con hidalgo reconocido cuando se elabora la lista de 1773, aunque ya entonces vivía en ella Pedro Andrés de Lázar, hidalgo de Arizaleta, que se había casado hacia 1740 con Antonia Munárriz, heredera de la casa. Uno de sus hijos, Esteban de Lácar y Munárriz, tramitó en 1783 la ejecutoria de hidalguía de su apellido para él y sus 4 hijos, y tras ser aceptada, instaló en la fachada de la casa su escudo, que se describe así:
"de seis cuarteles: en el de la derecha un castillo con su fortaleza y en su inmediación se deja ver una cabeza y en su circunferencia cuatro aves en figura de querer pararse y en su peana dos lebreles asidos con sus cadenas al castillo. En la izquierda hay cinco divisiones: en una tres bandas en cuadro; en otras dos existen a cada faja a lo lardo; en otra 12 arpones con tres puntas cada uno y en la última división un puente levadizo en figura de media luna con sus cimientos."

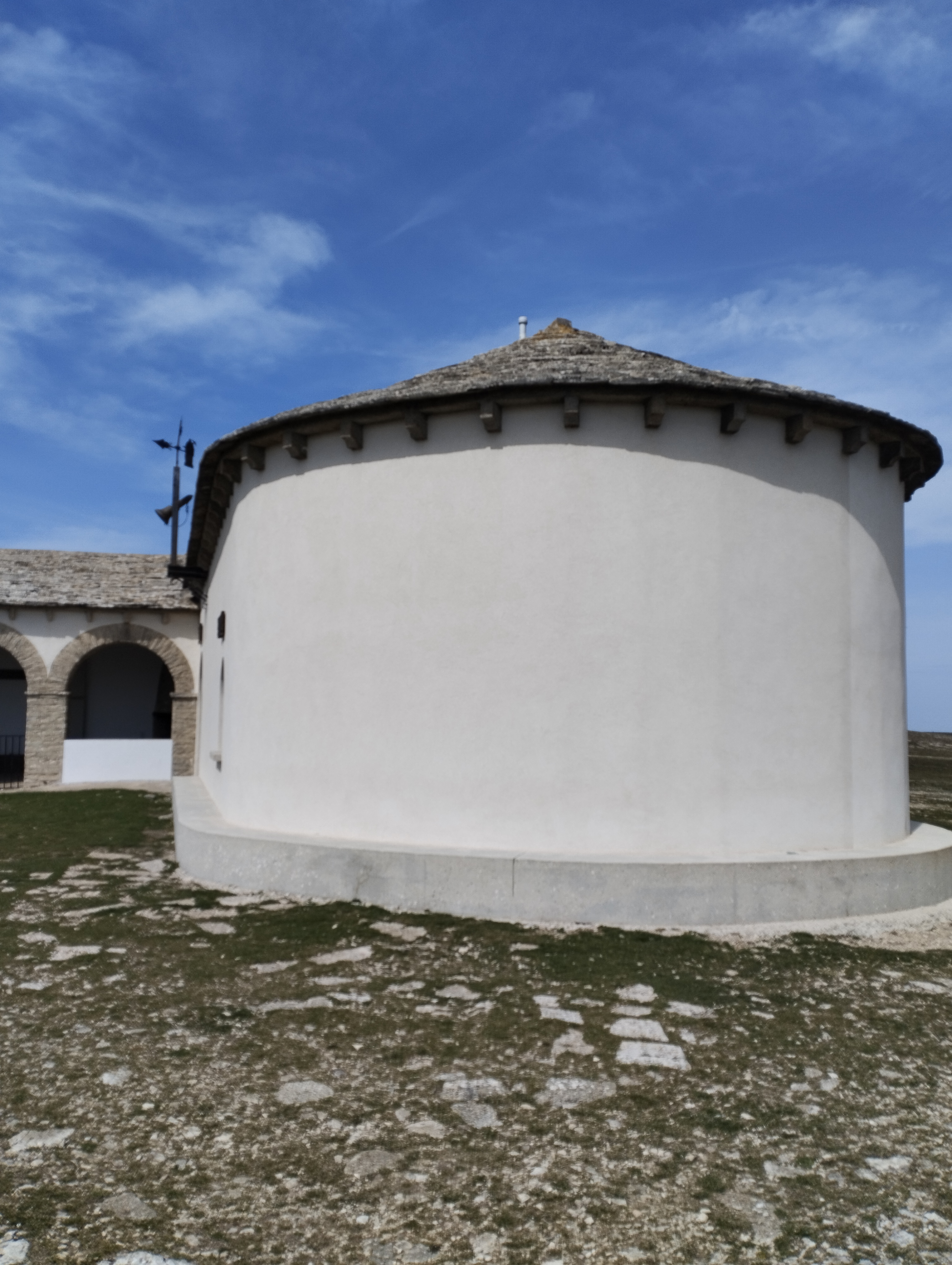
Ermita de la Trinidad, ábside
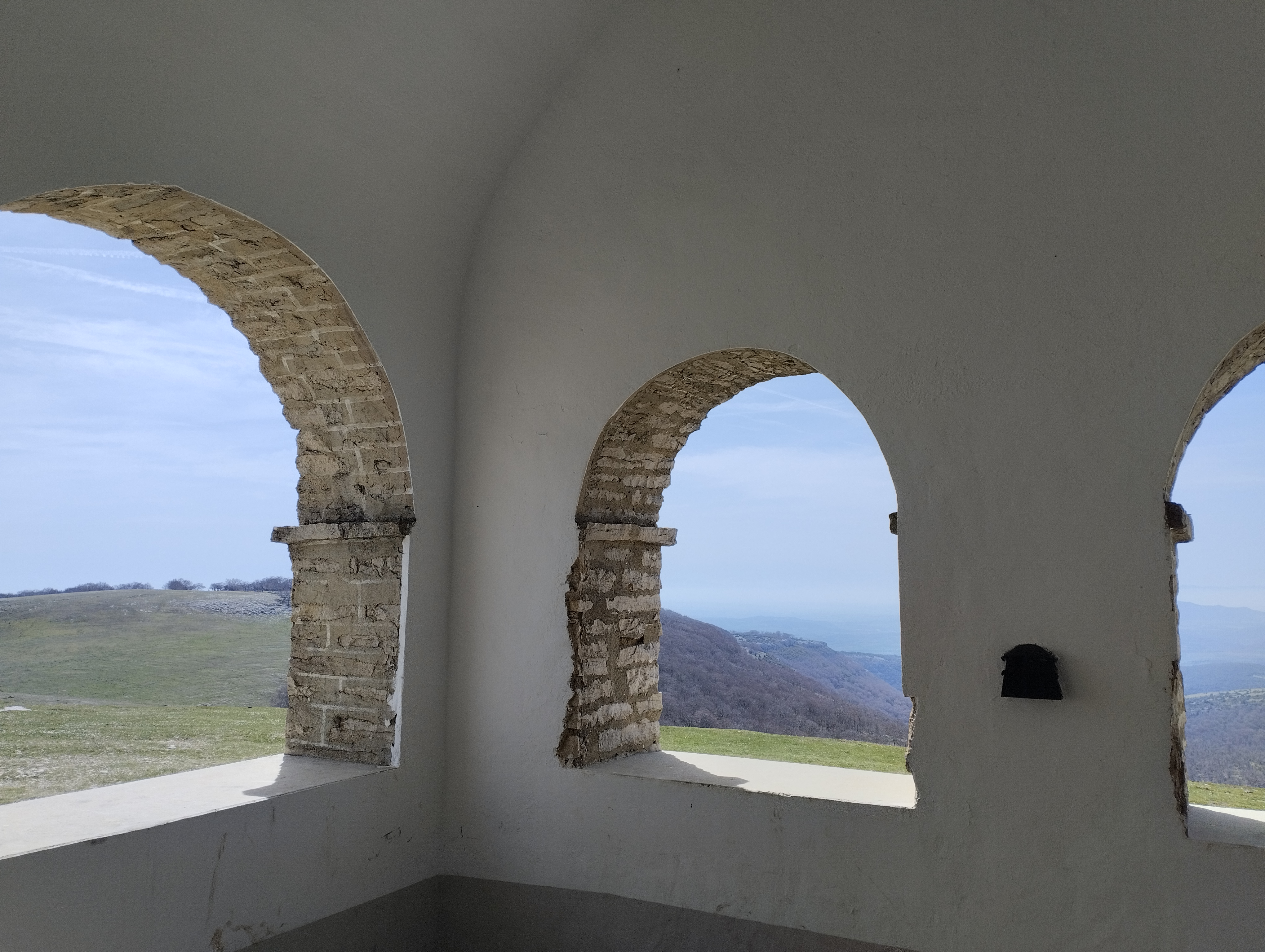
Ermita de la Trinidad, panorámica desde el zaguán
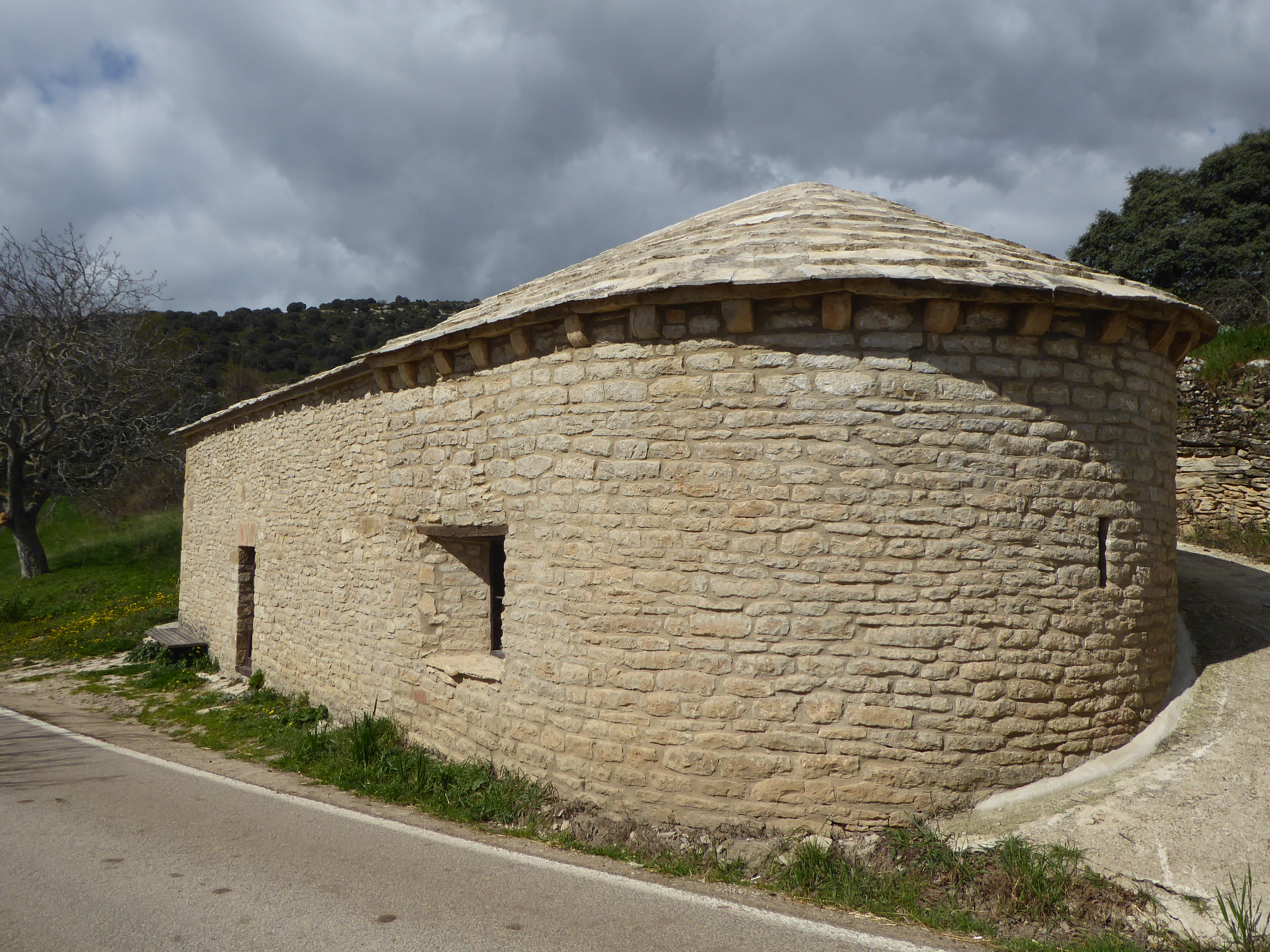
Ermita de la Virgen del Camino o de San Gregorio
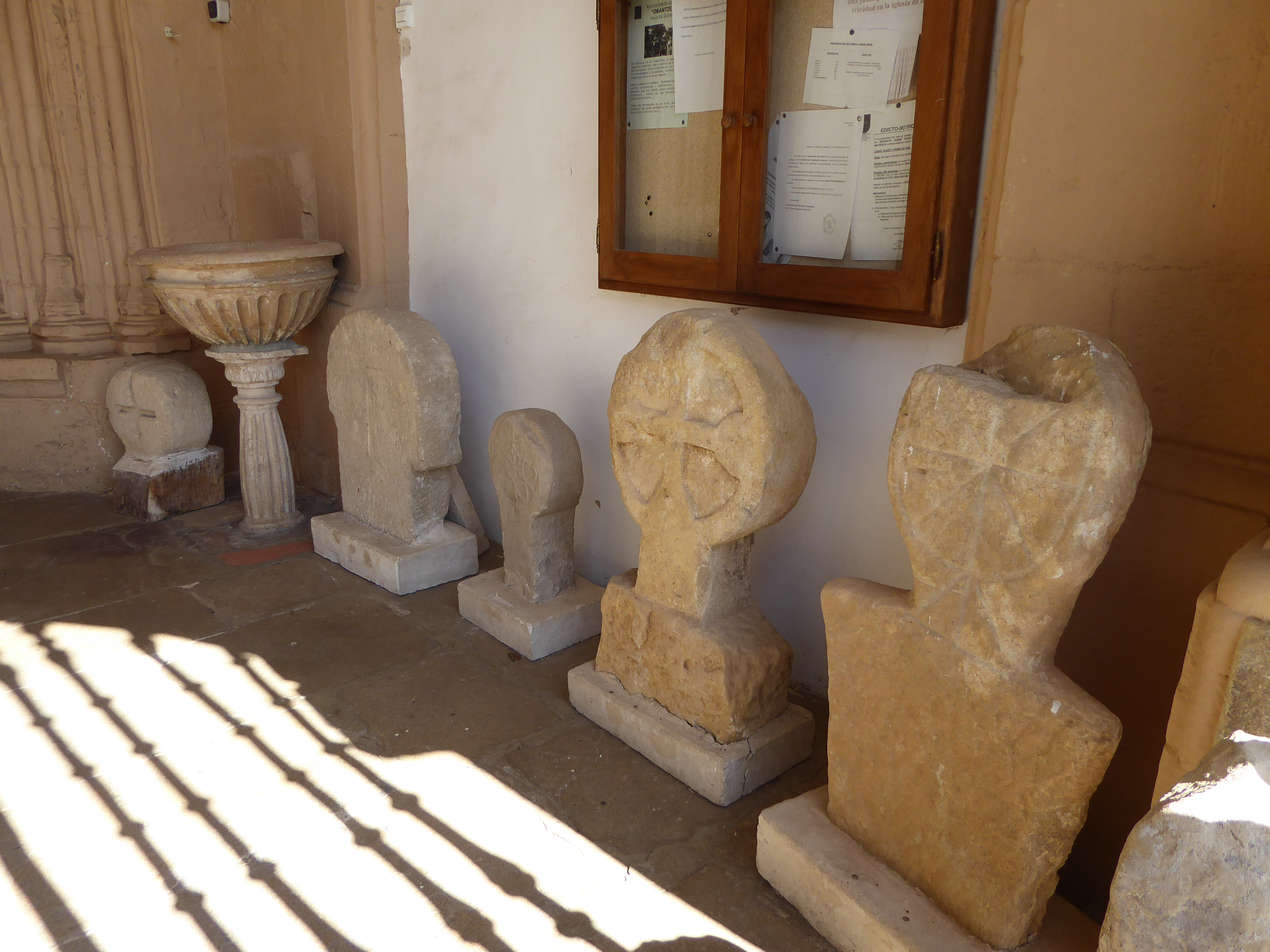
Laudas sepulcrales en el pórtico de la parroquia